# Região Geográfica Intermediária de Manaus
A Região Geográfica Intermediária de Manaus é uma das quatro regiões intermediárias do estado brasileiro do Amazonas e uma das 134 regiões intermediárias do Brasil, criadas pelo Instituto Brasileiro de Geografia e Estatística (IBGE) em 2017. É composta por 21 municípios, distribuídos em quatro regiões geográficas imediatas.
Sua população total estimada pelo Instituto Brasileiro de Geografia e Estatística (IBGE) para 1º de julho de 2018 é de 2 865 326 habitantes, distribuídos em uma área total de 566 694,801 km².
Manaus é o município mais populoso da região intermediária, além de ser capital do estado, com 2 145 444 habitantes, de acordo com estimativas de 2018 do Instituto Brasileiro de Geografia e Estatística (IBGE).

## Regiões geográficas imediatas
| Região geográfica imediata | Municípios | População Estimativa 2018 | Área (km²)  |
| -------------------------- | --- | ------------------------- | ----------- |
| Manaus                     | Autazes Borba Careiro Careiro da Várzea Iranduba Manaquiri Manaus Nova Olinda do Norte Presidente Figueiredo Rio Preto da Eva | 2 475 186                 | 115 056,741 |
| Coari                      | Anori Beruri Coari Codajás | 152 168                   | 100 180,646 |
| Manacapuru                 | Anamã Caapiranga Manacapuru Novo Airão                                                                                        | 141 356                   | 57 015,009  |
| São Gabriel da Cachoeira   | Barcelos Santa Isabel do Rio Negro São Gabriel da Cachoeira                                                                   | 96 616                    | 294 442,405 |
| Total                      | 21 | 2 865 326                 | 566 694,801 |